# Hydropsyche flynni
Hydropsyche flynni är en nattsländeart som beskrevs av Korboot 1964. Hydropsyche flynni ingår i släktet Hydropsyche och familjen ryssjenattsländor. Inga underarter finns listade i Catalogue of Life.